# Cho Yi-hyun
Dans ce nom coréen, le nom de famille, Cho, précède le nom personnel.
Cho Yi-hyun (en hangeul : 조이현 ; en hanja : 趙怡賢) est une actrice sud-coréenne, née le 8 décembre 1999 à Gwangmyeong en Corée du Sud.

## Biographie
Cho Yi-hyun naît le 8 décembre 1999 à Gwangmyeong, dans la province de Gyeonggi. Elle assiste aux cours de théâtre et au cinéma à l'université Kyung Hee, à Séoul.
En 2017, elle commence sa carrière d'actrice à la télévision, dans les séries télévisées Witch at Court et Sweet Revenge. Elle a signé un contrat exclusif avec JYP Entertainment en 2018, mais l'année suivante, elle a rejoint Artist Company.
En 2019, elle apparaît dans le film historique Homme Fatale de Nam Dae-joong, ainsi que le film d'horreur Metamorphosis de Kim Hong-seon dans le rôle de Park Hyeon-joo qui emménage avec ses parents et ses deux sœurs dans une nouvelle maison où se produisent des évènements paranormaux terrorisants la famille.
En 2020, elle tient le rôle principal de Jang Yoon-bok dans les deux saisons de la série Hospital Playlist,, jusqu'en 2021. En juillet, on apprend qu'elle est choisie pour le rôle de Choi Nam-ra dans la série d'horreur All of Us Are Dead pour Netflix en janvier 2022,, rôle qu'elle devrait conserver dans la saison 2, en cours de production.
En avril 2021, il est révélé qu'elle est engagée dans le rôle principal, avec Kim Yo-han et Kim Young-dae, pour la série romantique School 2021, pour laquelle elle partage le prix du meilleur couple avec Kim Yo-han à la cérémonie des KBS Drama Awards.

## Filmographie

### Cinéma
- 2018 : On My Way Home[4] : Jo Yi-hyeon
- 2019 : Homme Fatale (기방도령) de Nam Dae-joong : Soo-yang (caméo)
- 2019 : Metamorphosis (변신) de Kim Hong-seon : Park Hyeon-joo
- 2022 : Ditto[14] : Mu-nee
- 2023 : Dr. Cheon et le talisman perdu[15] : la fille de la famille Park

### Télévision
- 2017 : Witch at Court (마녀의 법정) : Hong Seon-hwa (jeune)
- 2017 : Sweet Revenge (복수노트) : Ye-ri
- 2018 : The Guest (손) : Han Mi-jin, jeune (caméo, épisode 7)
- 2018 : Bad Papa[16] (배드파파) : Kim Se-jeong
- 2018 : Less Than Evil[17] (나쁜형사) : Bae Yeo-wool
- 2019 : My Country: The New Age[18] ( 나의 나라) : Seo-yeon
- 2020-2021 : Hospital Playlist (슬기로운 의사생활) : Jang Yoon-bok
- 2020 : How to Buy a Friend[19] (계약우정) : Sin Seo-jeong
- 2021 : School 2021 (학교 2021) : Jin Ji-won
- 2021 : Inspector Koo (구경이) : l'organisatrice d'événements de Bubble (caméo, épisode 3)
- Depuis 2022 : All of Us Are Dead (지금 우리 학교는)[8] : Choi Nam-Ra
- 2023 : The Matchmakers (혼례대첩)[20] :  Jung Soon-deok
- 2025 : La Fée et le Bouvier (견우와 선녀) : Park Seong-ah

### Courts-métrages
- 2018 : On My Way Home (귀로) de Lee Seung-kyoo : Choi Hye-on

### Apparition dans des vidéoclips
- 2018 : Quit de Jang Wooyoung
- 2018 : After You de Jo Hyun-ah

## Distinctions

### Récompenses et nominations
| Cérémonie                     | Année | Catégorie                                  | Nomination                                | Résultats  | Ref.   |
| ----------------------------- | ----- | ------------------------------------------ | ----------------------------------------- | ---------- | ------ |
| APAN Star Awards              | 2022  | Meilleure nouvelle actrice                 | School 2021 All of Us Are Dead            | Nomination | [ 21 ] |
| Baeksang Arts Awards          | 2022  | Meilleure nouvelle actrice à la télévision | All of Us Are Dead                        | Nomination | [ 22 ] |
| Blue Dragon Series Awards     | 2022  | Meilleure nouvelle actrice                 | All of Us Are Dead                        | Nomination | [ 23 ] |
| Brand Customer Loyalty Awards | 2022  | Meilleure nouvelle actrice                 | Cho Yi-hyun                               | Lauréat    | [ 24 ] |
| Brand of the Year Awards      | 2022  | Meilleure nouvelle actrice                 | Cho Yi-hyun                               | Lauréat    | [ 25 ] |
| Chunsa Film Art Awards        | 2020  | Meilleure nouvelle actrice                 | Metamorphosis                             | Nomination | [ 26 ] |
| Director's Cut Awards         | 2023  | Meilleure actrice à la télévision          | All of Us Are Dead                        | Nomination | [ 27 ] |
| KBS Drama Awards              | 2021  | Meilleure nouvelle actrice                 | School 2021                               | Nomination | [ 28 ] |
| KBS Drama Awards              | 2021  | Prix du meilleur duo                       | Cho Yi-hyun (avec Kim Yo-han) School 2021 | Lauréat    | [ 29 ] |

### Listicles
| Journal | Année | Listicle                                                   | Place attribuée | Ref.   |
| ------- | ----- | ---------------------------------------------------------- | --------------- | ------ |
| Forbes  | 2022  | Etoile montante dans la catégorie Célébrités - Korea Power | Séléctionnée    | [ 30 ] |